# Adam a Eva

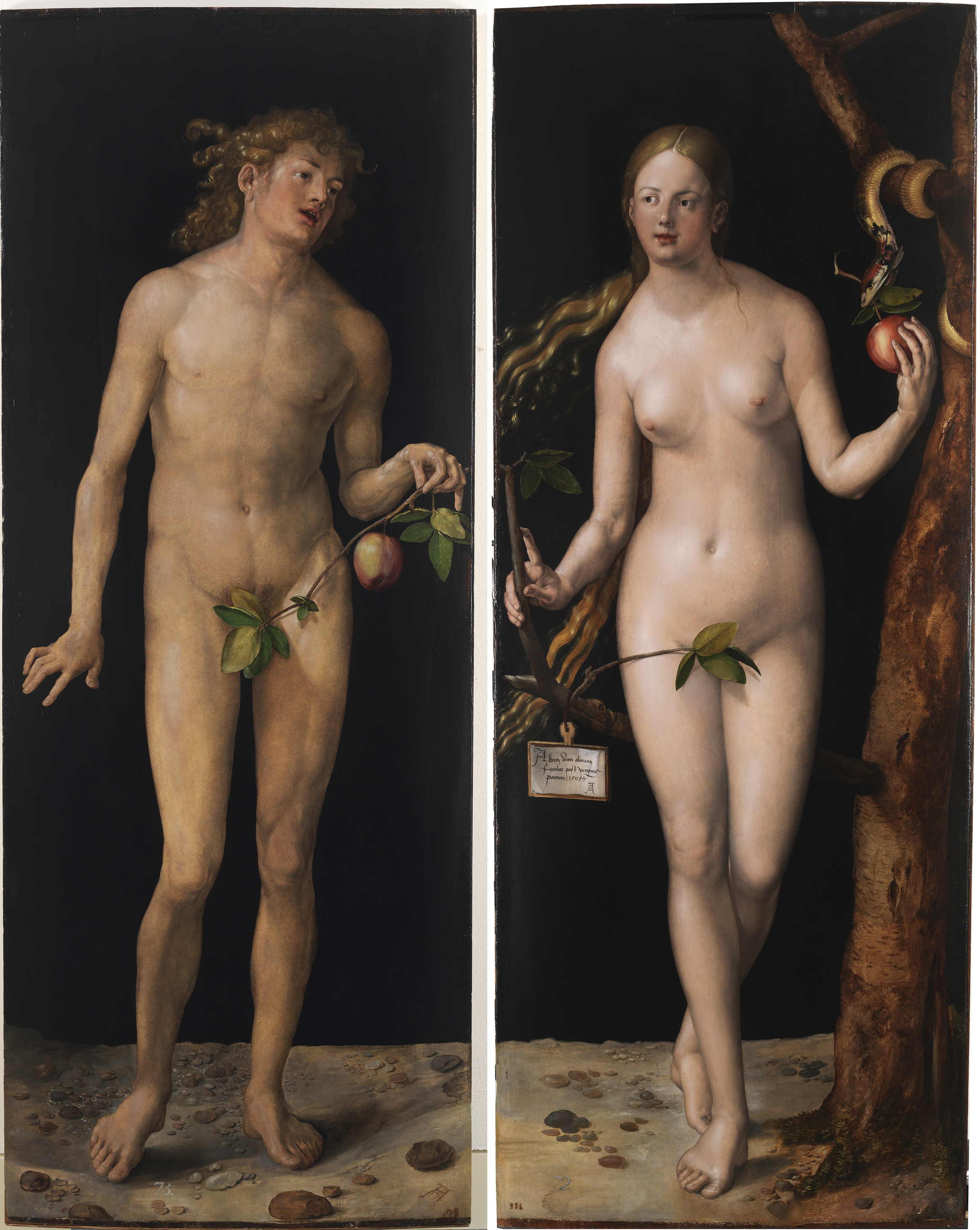
Albrecht Dürer: Adam a Eva, 1507

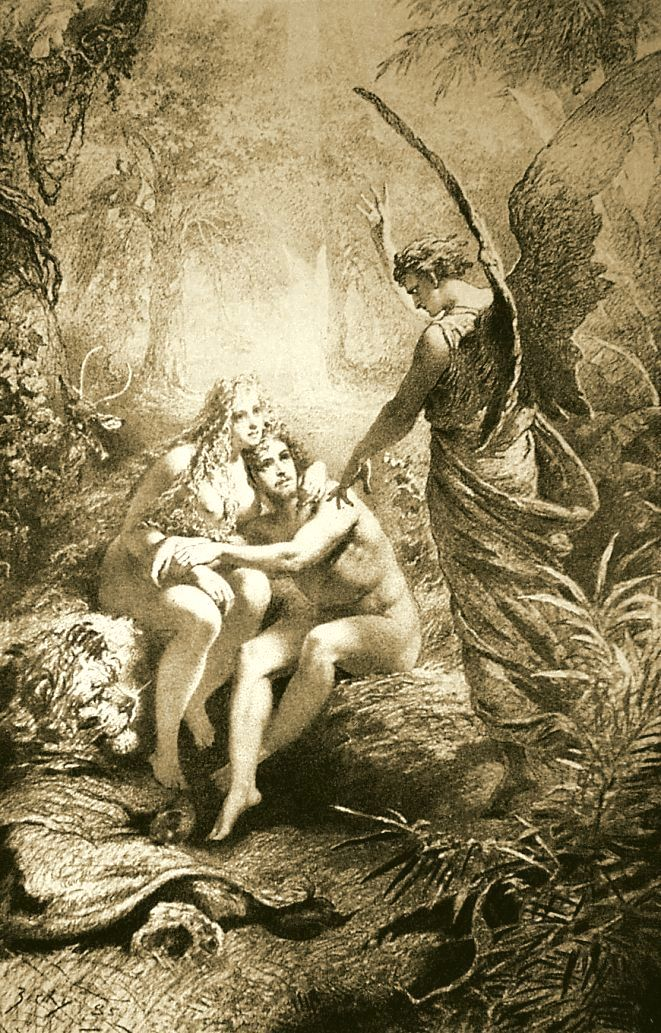
Mihály Zichy (1827-1906): Adam a Eva

Adam a Eva byli podle bible první lidé, prapředci všech lidí. Adam (hebrejsky אדם‎) znamená „člověk“, Eva (hebr. חוה‎ Chava) je vlastní jméno překládané jako Živa. O Adamovi a Evě se hovoří v 1. knize Mojžíšově, v části věnované stvoření světa a prvotnímu hříchu.

## Příběh
Adam je v tomto vyprávění obecným označením, teprve později se začalo používat i jako vlastní jméno. Dle hypotetické chronologie spadá období stvoření Adama a Evy, tj. počátek lidstva, do období před cca 6000 roky.
Když Bůh stvořil člověka (Adama), chtěl pro něj najít vhodného pomocníka, a tak před něj přivedl všechna zvířata, ale zjistil, že pomoc jemu rovná se zde nenajde. Proto Adama uspal, vyňal mu jedno žebro a z něj utvořil ženu. Člověk tak dostal pomoc sobě rovnou.
Podle biblického vyprávění usadil Bůh Adama a Evu (tj. člověka a jeho ženu) do zahrady Edenu, kde žili spolu s Bohem. Avšak Adam s Evou se dopustili hříchu, porušili Boží příkaz a byli ze zahrady vyhnáni. Jejich provinění spočívalo v tom, že jedli zakázané plody ze stromu poznání dobra a zla. Byl to však had (nachaš), který přesvědčil Evu, aby jedla, a Eva přesvědčila Adama.
Z potomků Adama a Evy jsou v bibli uvedení synové Kain, Ábel a Šét. Dále kniha Genesis uvádí, že po zplození Šéta žil Adam ještě osm set let a zplodil syny a dcery, jejich jména však neuvádí. Podle Knihy jubileí Adam a Eva zplodili ještě Avanu (kterou si vzal za ženu Kain), Azúru (kterou si vzal za ženu Šét) a dalších 9 dětí.

## Gnostické učení
V gnostickém učení se příběh o prvotním hříchu interpretuje obvykle odlišně. Jelikož je stvořitel tohoto světa chápán jako zlý, jeho příkazy mají za úkol člověka uvěznit a zahalit mu pravdu o něm samém tak, aby se jí nemohl dopátrat. Had tedy, pokud Adamovi a Evě říká, že „budou jako Bůh“, pak je nenabádá ke zlému, ale pouze jim vyjevuje, kým skutečně jsou. Proto je v těchto systémech had často symbolem tajného, spásného poznání.

## Adam a Eva v křesťanské teologii

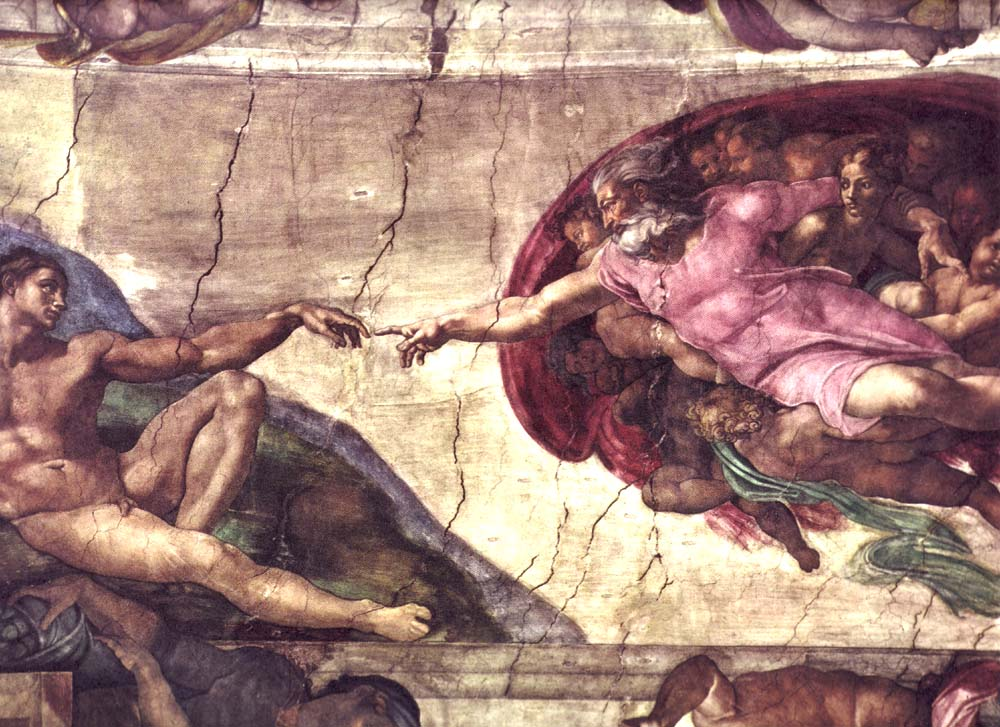
Michelangelova freska Stvoření Adama v Sixtinské kapli

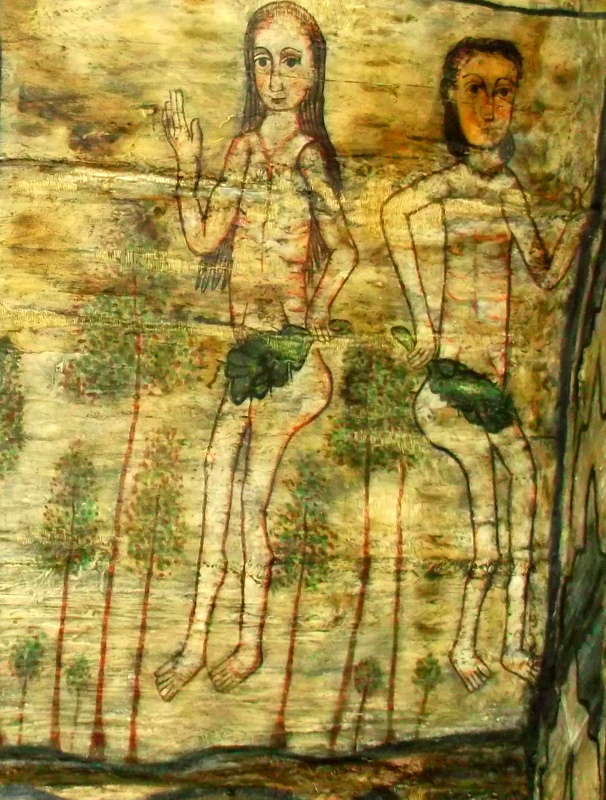
Rumunsko, Maramureš - Desești

Adam i Eva jsou prvními lidmi. První stvoření přímo Bohem, kteří stojí na začátku jak vůbec stvoření obecně, tak i na začátku jeho pádu do bídy. Proto křesťanská teologie ráda přirovnává „prvního Adama“ k „druhému, novému Adamovi“, tj. ke Kristu. Kristus totiž, obdobně jako Adam, stojí na počátku nového stvoření a obnovení vztahu s Bohem, který Adam svým hříchem ztratil. Už sv. Pavel chápe Kristovu smrt a vzkříšení jako nové stvoření. Paralel je víc: Kristus je nový Adam, Maria někdy bývá označována za novou Evu. Had svůdce byl Kristem definitivně poražen, jak je předpovězeno v samotném vyprávění o prvotním hříchu. Strom/dřevo (hebr. nerozlišeně ec) poznání dobra a zla je paralelní ke dřevu kříže, na kterém zemřel Kristus.
Sv. Augustin pak ve stopách apoštola Pavla pojí každého člověka s Adamem mnohem bytostněji, když píše: „Každý člověk je Adam, každý člověk je Kristus.“ Podle tohoto duchovního pojetí má každý člověk v sobě porušitelnost (Adama v širším smyslu, tj. člověka), ten, který uvěří v Ježíše Krista, se stává jeho tělem, takže v jeho (duchovních) žilách proudí krev Kristova.